# Rezervația naturală Valea Mare
Valea Mare este o arie protejată de interes național ce corespunde categoriei a IV-a IUCN (rezervație naturală de tip mixt), situată în Banat, pe teritoriul județului Caraș-Severin

## Localizare
Aria protejată aflată în sudul județului Caraș-Severin (în bazinul Văii Mari), pe teritoriul administrativ al orașului Moldova Nouă, în partea estică al acestuia. 

## Descriere
Rezervația naturală (inclusă în Parcul Natural Porțile de Fier) a fost declarată arie protejată prin Legea Nr.5 din 6 martie 2000 și se întinde pe o suprafață de 1.176 ha. Aceasta prezintă o zonă cu un relief bine diversificat: abrupturi calcaroase, avene, peșteri, doline, lapiezuri, izvoare, uvale, chei și cursuri de ape (pâraiele Mudavița Seacă, Apele Albe, Ogașu Rău, Ogașu Tisa, Ogașu Greci). Valea Mare adăpostește și protejează o gamă diversă de specii, cu elemente floristice și faunistice specifice Occidentalilor.

## Biodiversitate
Rezervația naturală fost înființată în scopul protejării biodiversității și menținerii într-o stare de conservare favorabilă a florei și faunei sălbatice din extremitatea sud-vestică a Munților Banatului (grupare montană ce aparține lanțului carpatic al Occidentalilor).

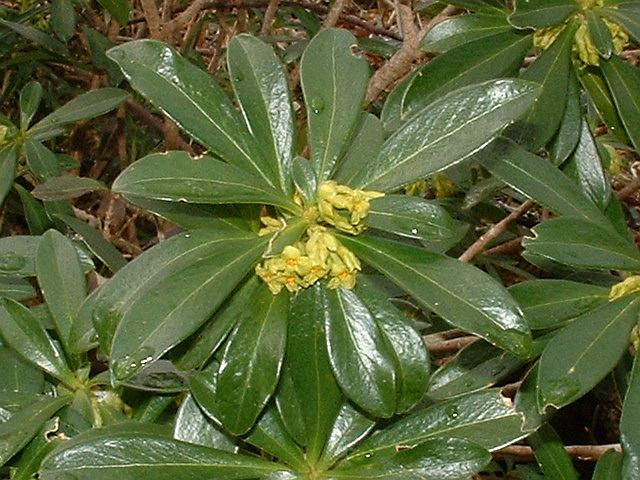
Iederă mare (Daphne laureola)

Flora rezervației este constituită din arbori și arbusti cu specii de: fag (Fagus sylvatica), carpen (Carpinus betulus), tei pucios (Tilia cordata), tei argintiu (Tilia tomentosa), paltin de munte (Acer pseudoplatanus), cireș sălbatic (Cerasus avium), alun (Corilus avellana), corn (Corvus mas), mojdrean (fraxinus ornus), cărpiniță (Carpinus orientallis), păducel (Crataegus monogyna), scumpie (Cotinus coggygria), vișin turcesc (Prunus mahaleb).
La nivelul ierburilor sunt întâlnite mai multe rarități floristice, printre care: iederă mare (Daphne laureola), drobiță (Genista ovata), steluțe (Asperula taurina), vinariță (Asperula odorata), specia de mentă Calamintha oficinallis, măciuca ciobanului (Echinops bannaticus), speciile de garofiță Dianthus kitaibelii și Dianthus banaticus sau vânăta purpurie (Centaurea atropurpurea), poroinic galben (Orchis pallens).   
Fauna este reprezentată de o gamă diversă de specii; dintre care unele protejate la nivel european sau aflate pe lista roșie a IUCN.

Rândunică roșcată (Hirundo daurica)

Specii de mamifere: vulpe (Vulpes vulpes crucigera), lup (Canis lupus), mistreț (Sus scrofa), râs eurasiatic (Lynx linx), veveriță (Ciurus vulgaris), liliac mediteranean (Rhinolophus euryale), liliacul lui Blasius (Rhinolophus blesii);
Păsări: lăstun mare (Apus apus), lăstun de stâncă (Hirundo rupestris), presură bărboasă (Emberiza cirlus), pietrarul bănățean (Oeananthe hispanica), vultur alb (Neophron percnopterus), rândunică roșcată (Hirundo daurica);
Reptile și broaște: vipera cu corn (Vipera ammodytes), balaur (Coluber jugularis), broaca țestoasă de uscat (Testudo hermanni),  broasca verde (Rana esculenta), broasca râioasă brună (Bufo bufo).

## Căi de acces
- Din orașul Moldova Nouă se ajunge în rezervație urmând drumul  aflat în paralel râului Valea Mare[10]

## Monumente și atracții turistice
În vecinătatea rezervației naturale se află câteva obiective de interes istoric, cultural și turistic; astfel:
- Biserică romano-catolică din Moldova Nouă, construcție 1780, monument istoric.
- Situl arheologic de la Moldova Nouă (așezare din sec. IX - XI, Epoca medievală timpurie; necropolă din sec. II - III p. Chr., Epoca romană; peșteră cu locuire preistorică).
- Arii protejate: Parcul Natural Porțile de Fier, Zona umedă Ostrov - Moldova Veche arie de protecție specială avifaunistică.

## Galerie foto

### Specii floristice

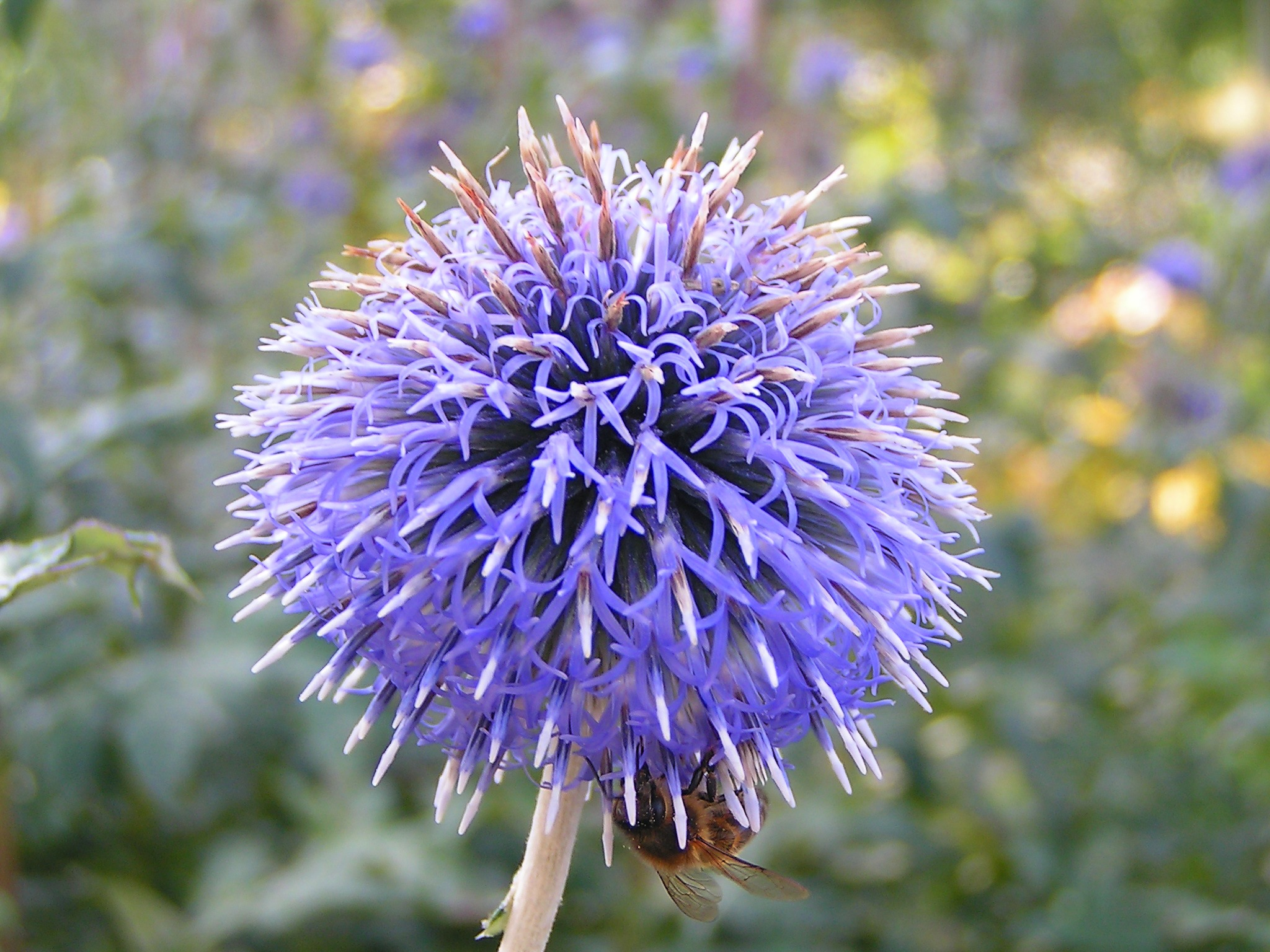
Măciuca ciobanului (Echinops bannaticus)
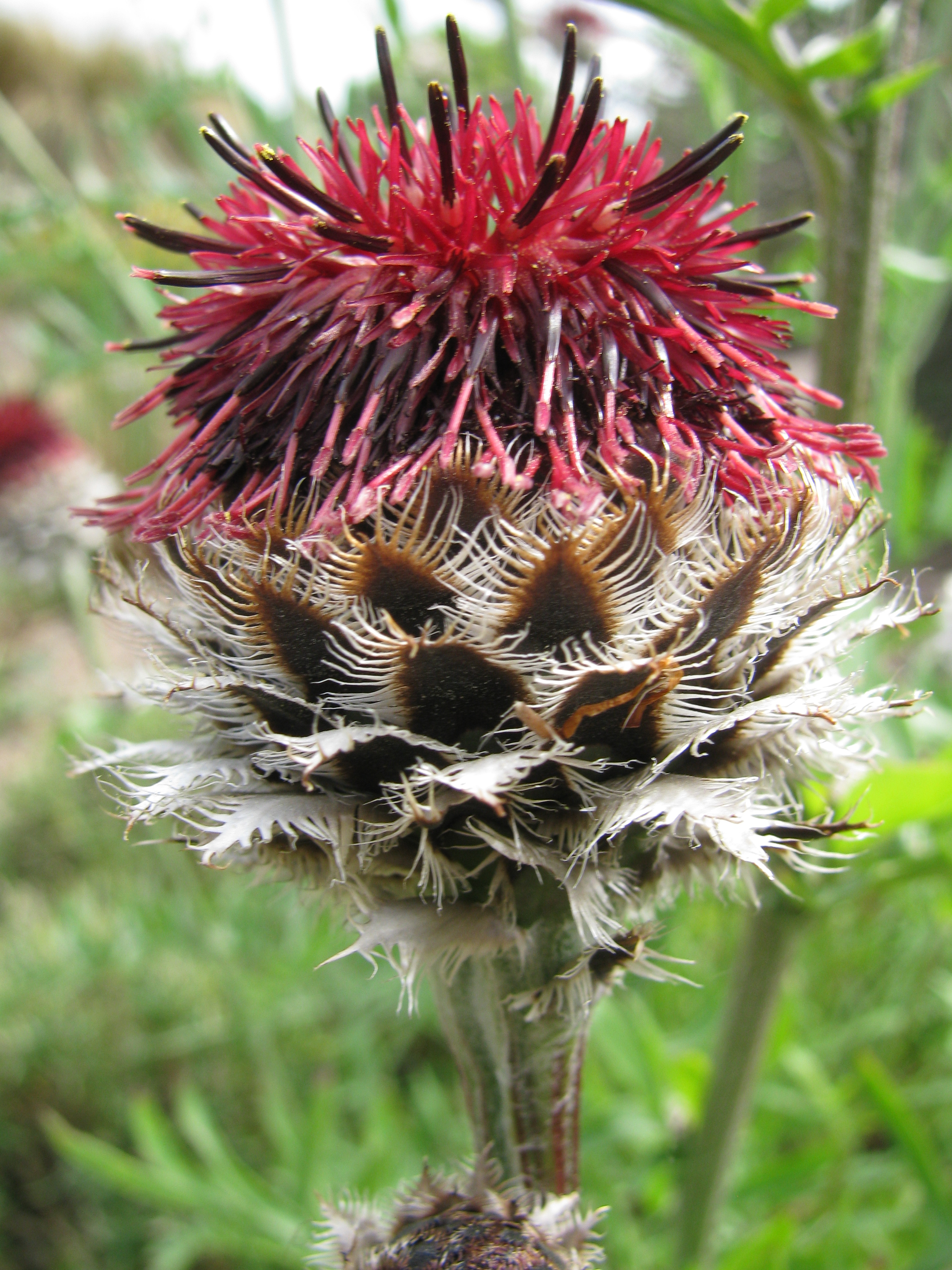
Vânăta purpurie (Centaurea atropurpurea)
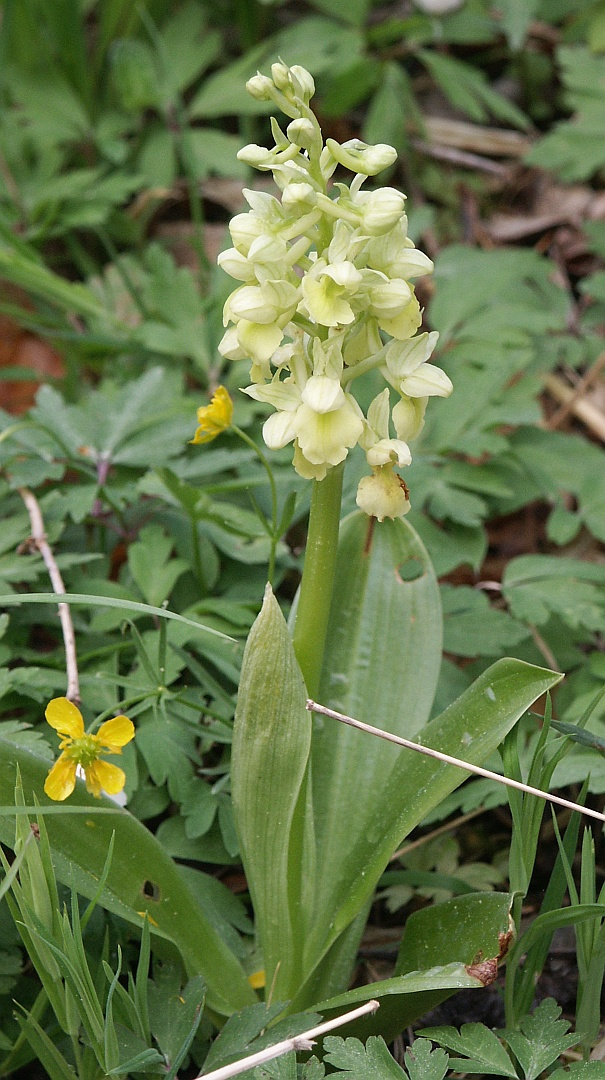
Poroinic galben (Orchis pallens)

### Specii faunistice

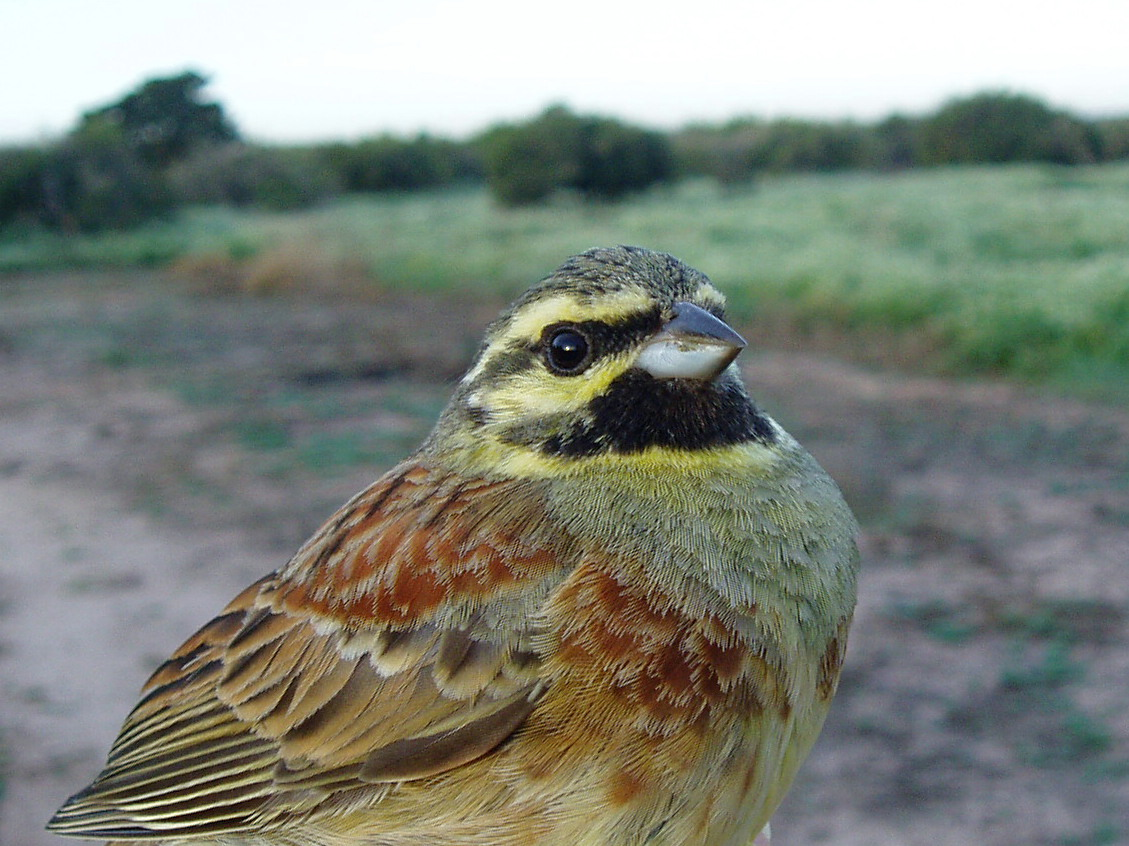
Presura bărboasă (Emberiza cirlus)
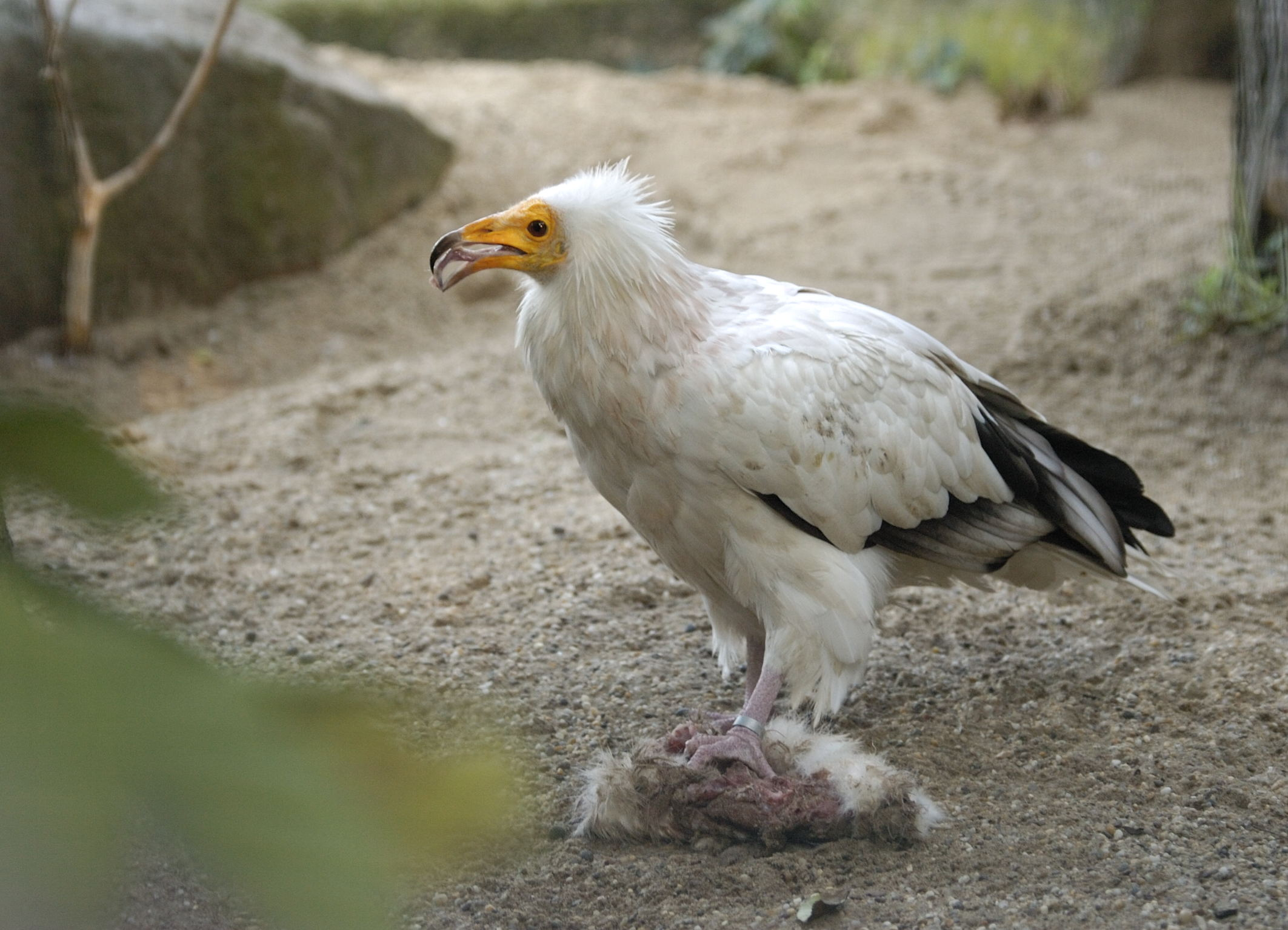
Vultur alb (Neophron percnopterus)
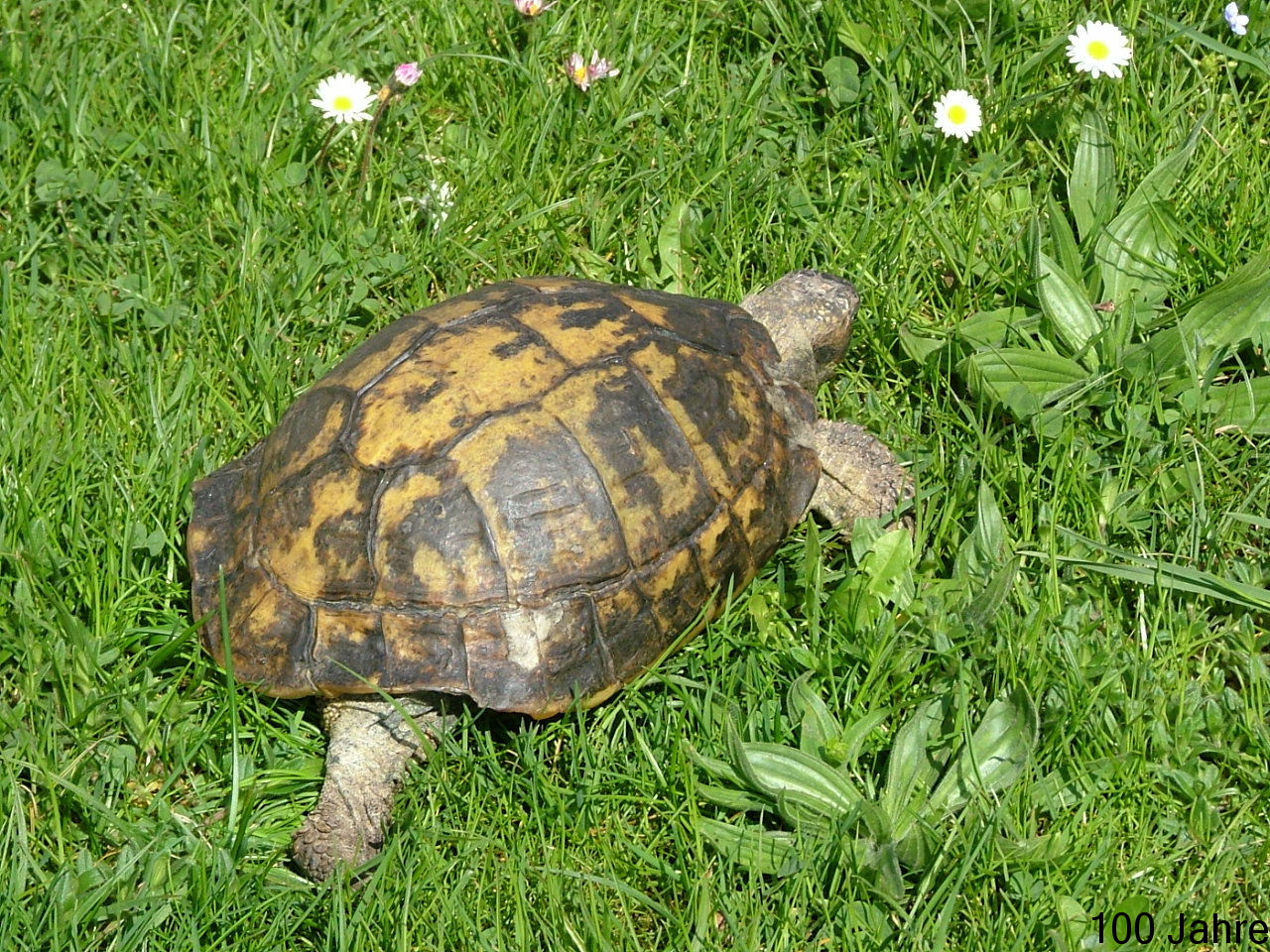
Broasca ţestoasă de uscat (Testudo hermanni)